# Olutanga (Zamboanga Sibugay)
Olutanga is een gemeente in de Filipijnse provincie Zamboanga Sibugay op het gelijknamige eiland Olutanga. Bij de laatste census in 2007 had de gemeente bijna 28 duizend inwoners.

## Geografie

### Bestuurlijke indeling
Olutanga is onderverdeeld in de volgende 19 barangays:
| - Bateria - Calais - Esperanza - Fama - Galas - Gandaan - Kahayagan - Looc Sapi - Matim - Noque | - Pulo Laum - Pulo Mabao - San Isidro - San Jose - Santa Maria - Solar - Tambanan - Villacorte - Villagonzalo |

## Demografie
Olutanga had bij de census van 2007 een inwoneraantal van 27.521 mensen. Dit zijn 4.897 mensen (21,6%) meer dan bij de vorige census van 2000. De gemiddelde jaarlijkse groei komt daarmee uit op 2,74%, hetgeen hoger is dan het landelijk jaarlijks gemiddelde over deze periode (2,04%). Vergeleken met de census van 1995 is het aantal mensen met 10.452 (61,2%) toegenomen.

De bevolkingsdichtheid van Olutanga was ten tijde van de laatste census, met 27.521 inwoners op 113,3 km², 242,9 mensen per km².